# Oberamt Otzberg

Karte des Oberamt Otzberg

Das Oberamt Otzberg (auch: Amt Otzberg) war ein kurpfälzischer Verwaltungs- und Gerichtsbezirk, der auf dem Gebiet des heutigen Landkreises Darmstadt-Dieburg im vorderen Odenwald lag. Es war benannt nach der Veste Otzberg.

## Geographie
Unmittelbare Orte des Oberamtes waren Hering, Lengfeld, Nieder-Klingen, Ober-Klingen, Hassenroth, Wiebelsbach und Heubach.
Amtsorte des Oberamtes, die unter einer fremden Zenthoheit standen waren: Frau-Nauses (Zent Höchst), Ober-Nauses samt Schloß-Nauses (Zent Höchst), Hetschbach (Zent Höchst, zum Teil adelige Ortsherrschaft), Höchst (pfälzische Klostervogtei bis 1310/41), Birkert (Habitzheimer Seite, Zent Kirchbrombach (Breuberg)), Mittelkinzig (zum Teil Zent Kirchbrombach, Rechte in Waldamorbach).

## Funktion
In Mittelalter und Früher Neuzeit waren Ämter eine Ebene zwischen den Gemeinden und der Landesherrschaft. Die Funktionen von Verwaltung und Rechtsprechung waren hier nicht getrennt. Dem Amt stand ein Amtmann vor, der von der Landesherrschaft eingesetzt wurde. 

## Geschichte

### Fulda
Das Gebiet des späteren Amtes und Oberamtes Otzberg gehörte im hohen Mittelalter dem Kloster Fulda. Dieses hatte den Pfalzgrafen bei Rhein und späteren Kurfürsten die dortige Vogtei verliehen. Im Jahr 1390 verkaufte Friedrich I., Abt des Klosters Fulda, Otzberg, die Hälfte des Kondominats Umstadt und die Hanauer Pfandschaft an Pfalzgraf Ruprecht II. Damit war Otzberg kurpfälzisch und blieb es zunächst bis 1504.

### Pfalz
1504 besetzte Landgraf Wilhelm II. von Hessen im Zuge des Landshuter Erbfolgekriegs auch das Gebiet von Otzberg. Er zog mit 20.000 Mann Fußvolk und 2.000 Reitern nach Südhessen und machte Huppelnheim und Wächtersbach (heute beides Wüstungen) dem Erdboden gleich. Nach dem Friedensschluss ging das Oberamt Otzberg 1507 wieder in den Besitz der Kurpfalz zurück.
Im Oberamt Otzberg galt das Pfälzische Landrecht von 1582, erneuert 1610, als Partikularrecht. Darüber hinaus galt das Gemeine Recht, soweit das Pfälzische Landrecht für einen Sachverhalt spezielle Regelungen nicht enthielt. Dieses Sonderrecht behielt seine Geltung auch im gesamten 19. Jahrhundert während der Zugehörigkeit des Gebietes zum Großherzogtum Hessen und wurde erst zum 1. Januar 1900 von dem einheitlich im ganzen Deutschen Reich geltenden Bürgerlichen Gesetzbuch abgelöst.
Im Zuge des Dreißigjährigen Krieges wurde Lengfeld 1626 dem Landgrafen Ludwig V. von Hessen-Darmstadt vom Kaiser, mit dem er verbündet war, geschenkt. Das Oberamt Otzberg wurde von Hessen-Darmstadt verwaltet. Mit dem Westfälischen Frieden von 1648 wurde auch das Oberamt Otzberg an den Pfalzgrafen Karl I. Ludwig restituiert.
Das Oberamt Otzberg blieb bis 1803 kurpfälzisch und fiel dann durch den Reichsdeputationshauptschluss an den Landgrafen von Hessen-Darmstadt.

### Hessen

#### Territorialer Bestand
Beim Übergang an Hessen 1803 wies das Oberamt Otzberg nachfolgende Bestand auf:
- Birkert (Habitzheimer Seite)
- Frau-Nauses
- Hering
- Hassenroth
- Hetschbach
- Heubach
- Lengfeld
- Mittel-Kinzig
- Nieder-Klingen
- Ober-Klingen
- Ober-Nauses
- Otzberg, Schloss
- Wald-Amorbach
- Wiebelsbach
- Zipfen[9]

#### Eingliederung in den hessischen Staat
Die hinzugewonnenen Gebiete mussten von der Landgrafschaft nun in deren Staat integriert werden. Aus den Gebieten südlich des Mains wurde das Fürstentum Starkenburg (später: Provinz Starkenburg) gebildet, in dem auch das Oberamt Otzberg lag. Mit der Ausführungsverordnung vom 9. Dezember 1803 wurde zunächst das Gerichtswesen der beiden oberen Instanzen neu organisiert. Die Ämter blieben die erste Instanz der Rechtsprechung in Zivilsachen. Für das Fürstentum Starkenburg wurde das „Hofgericht Darmstadt“ Gericht der zweiten Instanz für Zivilsachen. Zuständig war es weiter erstinstanzlich für standesherrliche Familiensachen und Strafsachen. Ihm übergeordnet war das Oberappellationsgericht Darmstadt. 1806 wurde die Landgrafschaft Hessen-Darmstadt zum Großherzogtum Hessen.
1821 kam es zu einer Justiz- und Verwaltungsreform, mit der auch die Trennung der Rechtsprechung von der Verwaltung auf unterer Ebene umgesetzt wurde. Die Ämter wurden aufgelöst, ihre Aufgaben hinsichtlich der Verwaltung neu gebildeten Landratsbezirken, die erstinstanzliche Rechtsprechung Landgerichten übertragen. Die Orte des ehemaligen Oberamtes Otzberg fielen nun hinsichtlich der Verwaltung in die Zuständigkeit des Landratsbezirks Dieburg und hinsichtlich der Rechtsprechung in den des Landgerichts Umstadt.